# Xian de Wuqiao
Le xian de Wuqiao (吴桥县 ; pinyin : Wúqiáo Xiàn) est un district administratif de la province du Hebei en Chine. Il est placé sous la juridiction de la ville-préfecture de Cangzhou.

## Démographie
La population du district était de 274 184 habitants en 1999.